# Anii 10
Anii 10 au fost un deceniu care a început la 1 ianuarie 10 și s-a încheiat la 31 decembrie 19.

## Personalități marcante
- Caesar Augustus, împărat roman (27 î.Hr. - 14).
- Tiberius, împărat roman (14 - 37).
- Germanicus, general roman